# Девриент, Людвиг

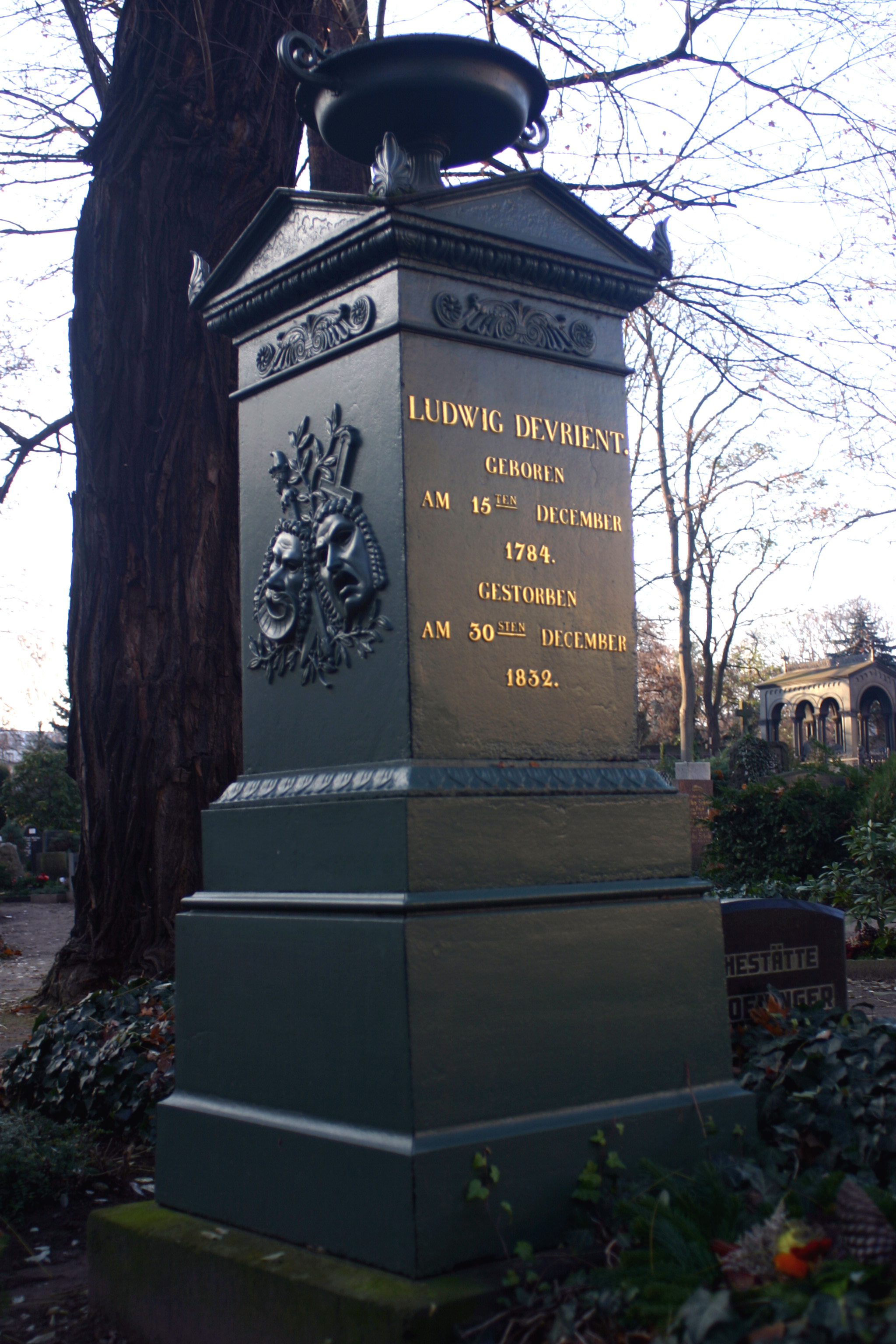
Могила Людвига Девриента на Французском кладбище в Берлине

Людвиг Девриент (нем. Ludwig Devrient, настоящее имя Давид Луи Де Вриент, нем. David Louis De Vrient; 15 декабря 1784, Берлин — 30 декабря 1832, там же) — немецкий актёр, крупнейший представитель романтизма в театре Германии. Основатель театральной династии Девриентов.

## Биография
Людвиг Девриент родился в зажиточной семье крупного торговца. Не желая становиться коммерсантом, как настаивал его отец, молодой человек уходит в армию, но вскоре покидает военную службу. Находясь в кругу близких и друзей своего старшего брата в Лейпциге, Людвиг знакомится с артистической средой и сам решает стать актёром.
Вначале Л. Девриент работал в провинциальных театрах и без особого успеха. Первой его удачной ролью было исполнение в драме Шиллера «Разбойники» Франца Моора, а также музыканта Вурма («Коварство и любовь» Шиллера) и Гарпагона («Скупой» Мольера) в 1805 году. Наибольший успех выпадает на долю актёра в годы его работы в театре Бреславля (1809—1815). Здесь ему удались его значительнейшие как трагические (король Лир, Шейлок, Яго), так и комедийные (Фальстаф) роли. После этого Девриент переезжает в Берлин и продолжает играть уже в столичном театре до своей смерти.
Людвига Девриента относят к крупнейшим актёрам-романтикам в одном ряду с Эдмундом Кином, Павлом Мочаловым, Фредериком Леметром. Как замечал известный драматург Генрих Лаубе, Девриент «поражал, захватывал, увлекал, приводил в энтузиазм» не просто красотой стиля, но «непосредственностью выражения страстей, потрясающим порывом в отдельных ситуациях, подавляющей внезапно прорывающейся мощью сильного характера».
Племянник актёра, режиссёр Эдуард Девриент, писал об игре своего дяди: «Он не обладал ни грацией, ни благородством, ни плавностью речи… Его дух устремлялся с каким-то демоническим наслаждением к границам человеческого, к его крайним проявлениям. Из ряда вон выходящее, страшное, возбуждающее ужас, причудливое и смешное, начиная от мельчайших, едва заметных черт до предельной грани выразительности — такова была область, которой он владел». Трагическим образам, созданным актёром, были присущи мрачные, демонические черты.
Для Девриента как актёра огромную роль играло интуитивное постижение образа — «шестым чувством», как называл это Эрнст Теодор Амадей Гофман; для него было характерно, по словам писателя «полное растворение в подлежащем изображению характере». Людвига Девриента связывали с Гофманом большая дружба и духовная близость, как у Эдмунда Кина с Байроном, а у Леметра — с Бальзаком.
Своим творчеством великий романтик Девриент (особенно при исполнении комических ролей) подготовил немецкий театр к переходу от романтизма к реализму, осуществлённому во второй трети XIX столетия.